# Merci la vie - Grazie alla vita
Merci la vie - Grazie alla vita (Merci la vie) è un film del 1991 scritto e diretto da Bertrand Blier.

## Riconoscimenti
- 1992 - Premio César
  - Migliore attore non protagonista (Jean Carmet)